# Girolamo Belli
Girolamo Belli (Argenta, 1552 – 1620 circa) è stato un compositore e insegnante di musica italiano del tardo Rinascimento.
Fu strettamente associato alla scuola ferrarese negli anni ottanta del Cinquecento, avendo precedentemente studiato con Luzzasco Luzzaschi, e fu noto per la composizione di madrigali e di musica sacra.

## Biografia
Belli nacque ad Argenta, una cittadina a sud-est di Ferrara, e ricevette alcuni dei suoi primi insegnamenti musicali dal Luzzaschi. In gioventù si recò a Mantova, per cantare alla corte del Duca, e successivamente si spostò a Roma. Intorno al 1580 si recò a Ferrara, alla corte degli Este, che ospitava una delle istituzioni musicali più progressiste della fine del XVI secolo, e lì iniziò a scrivere madrigali nello stile monodico prebarocco di Luzzaschi.
È evidente che Belli tentò di assicurarsi un impiego a tempo indeterminato presso la corte di Ferrara, ma sembra non aver avuto successo. Alla fine degli anni Ottanta del Cinquecento potrebbe aver lavorato nuovamente per i Gonzaga a Mantova, ma se così fosse, le date non sono note. Per gran parte del resto della sua vita lavorò ad Argenta come maestro di cappella e insegnante di musica, ma poiché la città era relativamente arretrata rispetto a Ferrara, Venezia e le altre città principali della regione, la fama di Belli non raggiunse mai quella dei suoi contemporanei più noti. Il compositore rimase legato a Ferrara fino alla morte, come membro dell'Accademia degli Intrepidi; tuttavia, dopo l'annessione di Ferrara allo Stato Pontificio nel 1597, la scena musicale decadde e il suo carattere d'avanguardia si spense. Morì probabilmente ad Argenta intorno al 1620.

## Musica
Belli scrisse sia musica sacra che profana. In generale la sua musica sacra presenta uno stile conservatore, coerente con gli anni trascorsi a Roma, e influenzato dalla musica della Scuola Romana ivi trasferita; la sua musica secolare, soprattutto i madrigali, sono nello stile progressivo ferrarese che prefigurava il barocco musicale. Gran parte della sua musica, sia sacra che secolare, è andata perduta e fu pubblicata a Ferrara o Venezia.
La musica sacra di Belli include componimenti su salmi, Magnificat, Sacrae cantiones (canzoni sacre, simili ai madrigali spirituali, ma nel caso di Belli per un massimo di 10 voci) e un perduto libro di messe. Stilisticamente sono brani contrappuntistici, alla maniera di Palestrina, e occasionalmente policorali, alla maniera della scuola veneziana, anche se senza l'uso opulento del colore strumentale e degli effetti di eco caratteristici della musica veneziana.
Più famosa della sua musica sacra è la sua produzione di madrigali nello stile virtuoso ferrarese del suo maestro Luzzaschi. Ci sono pervenuti cinque libri di madrigali a cinque e sei voci, nonché un libro di canzonette a quattro voci; purtroppo almeno sette libri di madrigali o simili sono andati perduti. Queste composizioni abbracciano un arco di tempo che va dai primi anni Ottanta del Cinquecento (la sua prima pubblicazione fu a Ferrara nel 1583) fino alla fine della sua vita: la sua ultima pubblicazione fu il nono libro di madrigali, per cinque voci o strumenti, nel 1617, a Venezia. In quest'ultimo libro quattro delle composizioni contengono ampi e riconosciuti prestiti dal suo maestro.
Diversi madrigali inclusi nei libri perduti di Belli furono copiati dal musicista Francis Tregian il Giovane, il presunto copista del Fitzwilliam Virginal Book, mentre era in prigione in Inghilterra; essi sopravvivono in un manoscritto conservato nella British Library ( GB-Lbl )